# Контеса Ентелина
Контѐса Ентелѝна (на италиански: Contessa Entellina, на сицилиански Cuntissa, Кунтиса, на арбърешки, Kundisa, Кундиса) е село и община в Южна Италия, провинция Палермо, автономен регион и остров Сицилия. Разположено е на 571 m надморска височина. Населението на общината е 1985 души (към 2010 г.).
В това село живее албанско общество, наречено арбъреши. Те са се заселили в този район между XV и XVIII век като бежанци от османското владичество. Село Контеса Ентелина е част от етнографическия район Арберия.